# Onciale 0129
- Papyrus
- Onciale
- Minuscules
- Lectionnaire

Le Codex 0129, portant le numéro de référence 0129 (Gregory-Aland), α 1037 (Soden), est un manuscrit du Nouveau Testament sur parchemin écrit en écriture grecque onciale. Manuscrit bilingue grec-copte.

## Description
Le codex se compose de deux folios. Il est écrit en deux colonnes, de 33 lignes par colonne. Les dimensions du manuscrit sont 35 x 25,5 cm. Les experts datent ce manuscrit du IXe siècle,. 
C'est un manuscrit contenant le texte incomplet de la Première épître de Pierre. 
Le codex fut divisé en deux parties: 0129 et 0203.
Le texte du codex représenté type mixte. Kurt Aland le classe en Catégorie III. 
Lieu de conservation
Il est actuellement conservé à la Bibliothèque nationale de France (Copt. 129,11), à Paris.